# Senecio glanduloso-pilosus
Senecio glanduloso-pilosus là một loài thực vật có hoa trong họ Cúc. Loài này được Volkens & Muschl. miêu tả khoa học đầu tiên năm 1909.